# Brooke D'Orsay
Pour les articles homonymes, voir D'Orsay.
Brooke D'Orsay, née le 17 février 1982 à Toronto, Ontario, Canada, est une actrice canadienne.

## Biographie
Brooke D'Orsay est née le 17 février 1982 à Toronto (Ontario), Canada. Elle a un frère, John D'Orsay.

## Carrière
Elle débute en 2001, en interprétant Jennifer Kruz dans le film d'Albert Nerenberg Why Can't I Be a Movie Star?.
Elle a également été actrice dans des séries télévisées, en incarnant Ellen dans la série médicale Doc, Justine dans Soul Food : Les Liens du Sang, ou encore Felicity Fury dans Ace Lightning.
Entre 2004 et 2010, elle obtient une certaine notoriété en prêtant sa voix à Caitlin Cooke, un des personnages principaux de la série 6teen de Teletoon. En parallèle elle apparaît dans des séries à succès telles que The Big Bang Theory en 2007, dans le rôle de Christy, How I Met Your Mother en 2009, dans le rôle de Margaret et Drop Dead Diva de 2009 à 2011, où elle incarne Deb Dobkins.
Dans les années 2010, elle se fait connaître davantage grâce à des rôles réguliers, notamment en interprétant Kate, la petite amie de Walden Schmitt dans Mon Oncle Charlie de 2012 à 2014, ainsi que Paige Collins dans la série Royal Pains, de 2010 à 2015.

## Filmographie

### Cinéma

#### Longs métrages
- 2001 : Why Can't I Be a Movie Star ? d'Albert Nerenberg : Jennifer Kruz
- 2002 : 19 Monthsde Randall Cole : Sandy
- 2002 : Fortune's Sweet Kiss de Daniel Nearing : Cassandra
- 2003 : The Skulls 3 de J. Miles Dale : Veronica Bell
- 2003 : The Republic of Love de Deepa Mehta : La mère
- 2004 : Harold et Kumar chassent le burger (Harold and Kumar Go to White Castle) de Danny Leiner : Clarissa
- 2005 : Un plan béton (King's Ransom) de Jeff W. Byrd : Brooke Mayo
- 2006 : Toi, c'est moi (It's a Boy Girl Thing) de Nick Hurranen : Breanna

#### Courts métrages
- 2002 : Truths of Insanity d'Alex Jordan : Une fille
- 2003 : Home Security de Sean K. Lambert : Lisa
- 2006 : Room 10 de Jennifer Aniston et Andrea Buchanan : Jessica
- 2015 : The Five Wives and Lives of Melvyn Pfferberg de Damian Samuels : Polly

### Télévision

#### Séries télévisées
- 2002 : Doc : Ellen
- 2002 : Soul Food : Les Liens du sang (Soul Food) : Justine
- 2003 : Méthode Zoé (Wild Card) : Heather Robbins
- 2004 : Ace Lightning : Felicity Fury
- 2004 : NIH : Alertes médicales (Medical Investigation) : Melissa Getemer
- 2004 - 2010 : 6teen : Caitlin Cooke
- 2005 : Life on a Stick : Nancy
- 2005 : Corner Gas : Carol
- 2005 : Sourire d'enfer (Braceface) : Claire (voix)
- 2006 - 2008 : Happy Hour : Heather Hanson
- 2007 : Mon oncle Charlie (Two and a Half Men) : Robin
- 2007 : The Big Bang Theory : Christy Vanderbilt
- 2009 : How I Met Your Mother : Margaret
- 2009 : Enquêteur malgré lui (Psych) : April MacArthur
- 2009 - 2010 : La nouvelle vie de Gary (Gary Unmarried) : Sasha
- 2009 - 2011 : Drop Dead Diva : Deb Dobkins
- 2010 - 2016 : Royal Pains : Paige Collins
- 2012 - 2014 : Mon oncle Charlie (Two and a Half Men) : Kate
- 2017 : 9JKL : Natalie
- 2020 : Grace et Frankie : Chelsea

#### Téléfilms
- 2002 : Everything's Doing It de Jeff Beesley : Caroline
- 2003 : Beautiful Girl de Douglas Barr : Eve Kindley
- 2003 : My life as a movie de Gary Burns : Brenda Dellacasa
- 2004 : Then Comes Marriage de Gerry Cohen : Jenna
- 2007 : Wildlife de Tucker Gates
- 2008 : Five Year Plan de Gail Mancuso : Darcie
- 2009 : Single White Millionaire de Ricky Blitt : Angela Becker
- 2010 : Le Garçon qui criait au loup (The Boy Who Cried Werewolf) d'Eric Bross : Paulina
- 2011 : Smothered d'Andy Ackerman : Gillian
- 2012 : L'amour en 8 leçons (How to Fall in Love) de Mark Griffiths : Annie Hayes
- 2014 : Le Mariage de ses rêves (June in January) de Mark Griffiths : June Fraser
- 2017 : Miss Noël (Miss Christmas) de Mike Rohl : Holly Khun
- 2018 : Noël, couronnes et pâtisserie de Don McBrearty : Ellie Hartman
- 2019 : L'atelier de jouets du Père Noël (Nostalgic Christmas) de J.B. Sugar : Anne Garrison
- 2020 : Un fabuleux coup de foudre pour Noël (A Godwink Christmas: Second Chance, First Love) d'Heather Hawthorn Doyle : Margie Southworth
- 2021 : Là où se cache l'amour (Beverly Hills Wedding) de Paul Ziller : Molly Machardy